# Validisme

Verschillende internationaal geaccepteerde disability symbolen.

Validisme (Engels: ableism ('able-ism'); in het Nederlands ook aangeduid als ableïsme, disablisme, anapirofobie en anapirisme) is discriminatie, marginalisatie en stigmatisering van mensen met een fysieke, zintuiglijke of verstandelijk handicap, een chronische ziekte of een psychische aandoening of neurodivergentie. Het wordt ook omschreven als het tot norm verheffen van mensen zonder beperking in de sociale werkelijkheid. Het woord is opgenomen in het Van Dale Groot woordenboek van de Nederlandse taal (de 'Dikke Van Dale') in 2006.
Het woord werd in Nederland gebruikt vanaf in elk geval 1988, door Yvette den Brok, met haar boek Validisme en gender - over leven met een handicap. Validisme kan verbonden worden met racisme en seksisme.

## Kernaspecten van validisme
Validisme kenmerkt mensen doordat ze worden gedefinieerd door hun beperkingen, en het classificeert ook mensen met een beperking als inferieur aan mensen zonder beperkingen. Op basis hiervan worden mensen bepaalde veronderstelde vaardigheden, vaardigheden of karakteroriëntaties toegekend of ontzegd. Hoewel validisme en disablisme beide termen zijn die discriminatie van mensen met een beperking beschrijven, ligt de nadruk bij elk van deze termen iets anders. Validisme is discriminatie ten gunste van mensen zonder beperkingen, terwijl disablisme discriminatie tegen mensen met een beperking is.
Er zijn stereotypen die ofwel geassocieerd zijn met beperkingen in het algemeen, of ze zijn geassocieerd met specifieke beperkingen of chronische gezondheidsproblemen (bijvoorbeeld de veronderstelling dat alle mensen met een beperking genezen willen worden, de veronderstelling dat rolstoelgebruikers en personen met dwerggroei ook een verstandelijke beperking hebben, of de veronderstelling dat blinde mensen een speciale vorm van inzicht hebben). Deze stereotypen dienen op hun beurt als rechtvaardiging voor discriminerende praktijken en versterken discriminerende attitudes en gedrag jegens mensen met een beperking. Labeling beïnvloedt mensen wanneer het hun opties voor actie beperkt of hun identiteit verandert.
In validistische samenlevingen wordt het leven van mensen met een beperking beschouwd als minder de moeite waard, of mensen met een beperking worden soms als minder waardevol beschouwd, zelfs als vervangbaar. De eugenetische beweging van het begin van de 20e eeuw wordt beschouwd als een uiting van wijdverbreid validisme.
Disability studies is een academische discipline die zich richt op het bestuderen van validisme.

## Soorten validisme

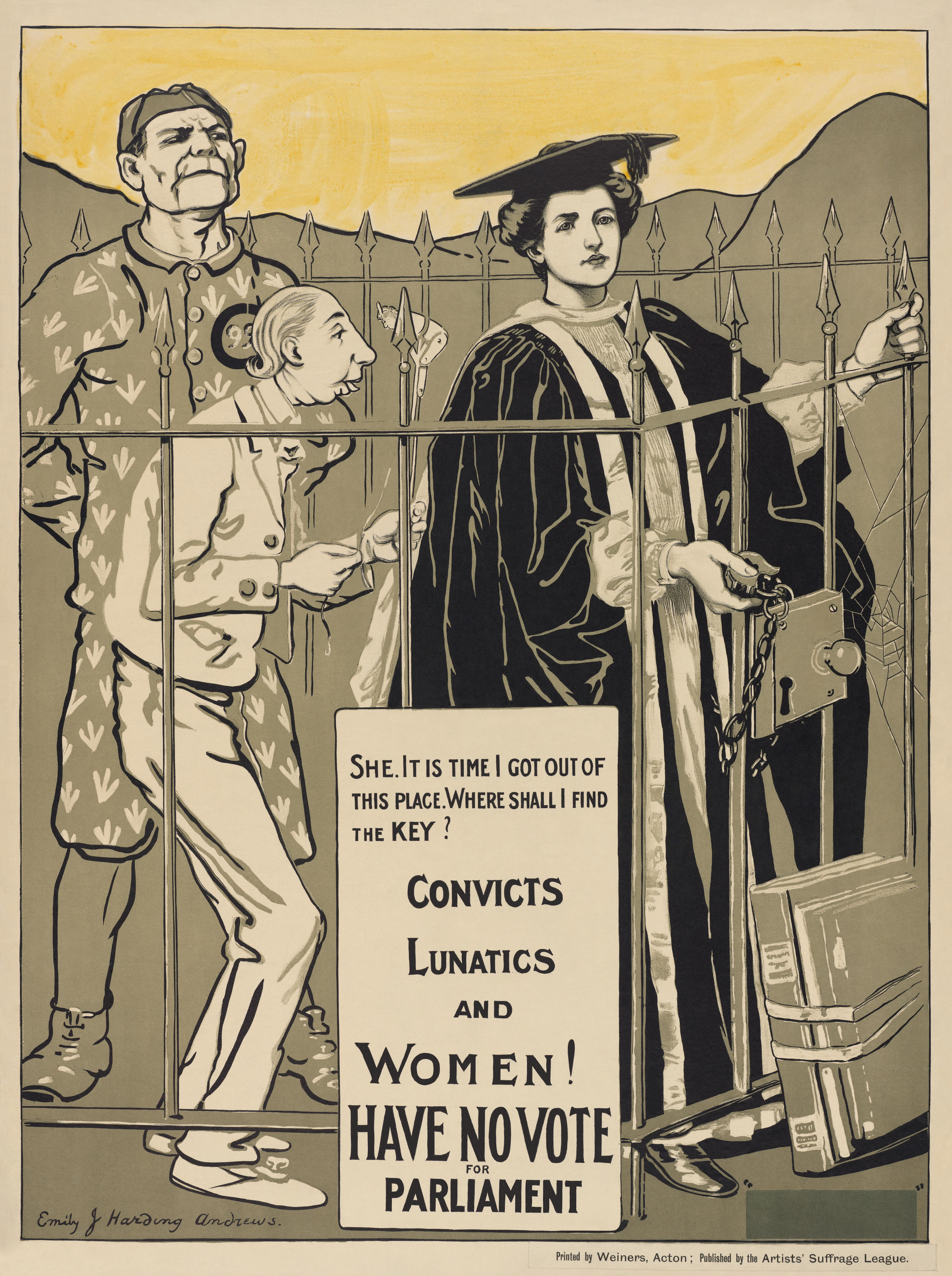
Een poster in goudkleur en lijnillustratie, met drie mensen: een grote dreigende man, een kleine fragiele man en een vrouw in academische gewaden; de tekst luidt "Zij. Het is tijd dat ik hier wegkom. Waar zal ik de sleutel vinden? Gedetineerden, gekken en vrouwen! Hebben geen stemrecht voor het parlement."

Validisme, de discriminatie van mensen op basis van hun geestelijke of lichamelijk beperking, kan onderscheiden worden op verschillende niveaus. Institutioneel validisme zien we in structurele uitsluiting, zoals de Ugly Law Theorie. Architectonisch validisme duidt op discriminatie of uitsluiting van mensen met beperkingen gebaseerd op fysieke toegankelijkheid. Cultureel validisme omvat stereotypen en vooroordelen rond handicaps. Interactioneel validisme komt tot uiting in alledaagse interacties waarin mensen met handicaps worden gemarginaliseerd. Verinnerlijkt validisme verwijst naar het 
internaliseren van maatschappelijke vooroordelen, wat kan leiden tot zelfstigma bij mensen met handicaps.

### Institutioneel validisme
Mensen met een beperking kunnen in onze samenleving niet vanzelfsprekende participeren wat betreft wonen, winkelen, werken, (openbaar) vervoer, scholing, huishouden, hobby's, recreatie, relaties, etc. De maatschappij is er niet op ingericht om voor iedereen toegankelijk te zijn. Zo zijn scholen vaak onvoldoende toegankelijk, vanuit de gedachte dat mensen met een beperking maar naar speciaal onderwijs moeten gaan.

#### Ugly Law-theorie
De Ugly Law-theorie, is een theorie waarbij mensen met een zichtbare handicap uit het openbare leven moeten worden geweerd. De Ugly Law's waren gemeentelijke statuten in de VS tussen 1867 en 1918 die het verschijnen in het openbaar van mensen met zichtbare handicaps verboden. Deze wetten, ook wel eugenetica genoemd, hadden als doel mensen met handicaps uit openbare ruimtes te weren. De term werd in de jaren 1970 gebruikt door de handicapbeweging in de strijd voor inclusie. In het verhaal van de klokkenluider van de Notre Dame staat de Ugly Law theorie centraal.

### Architectonische validisme

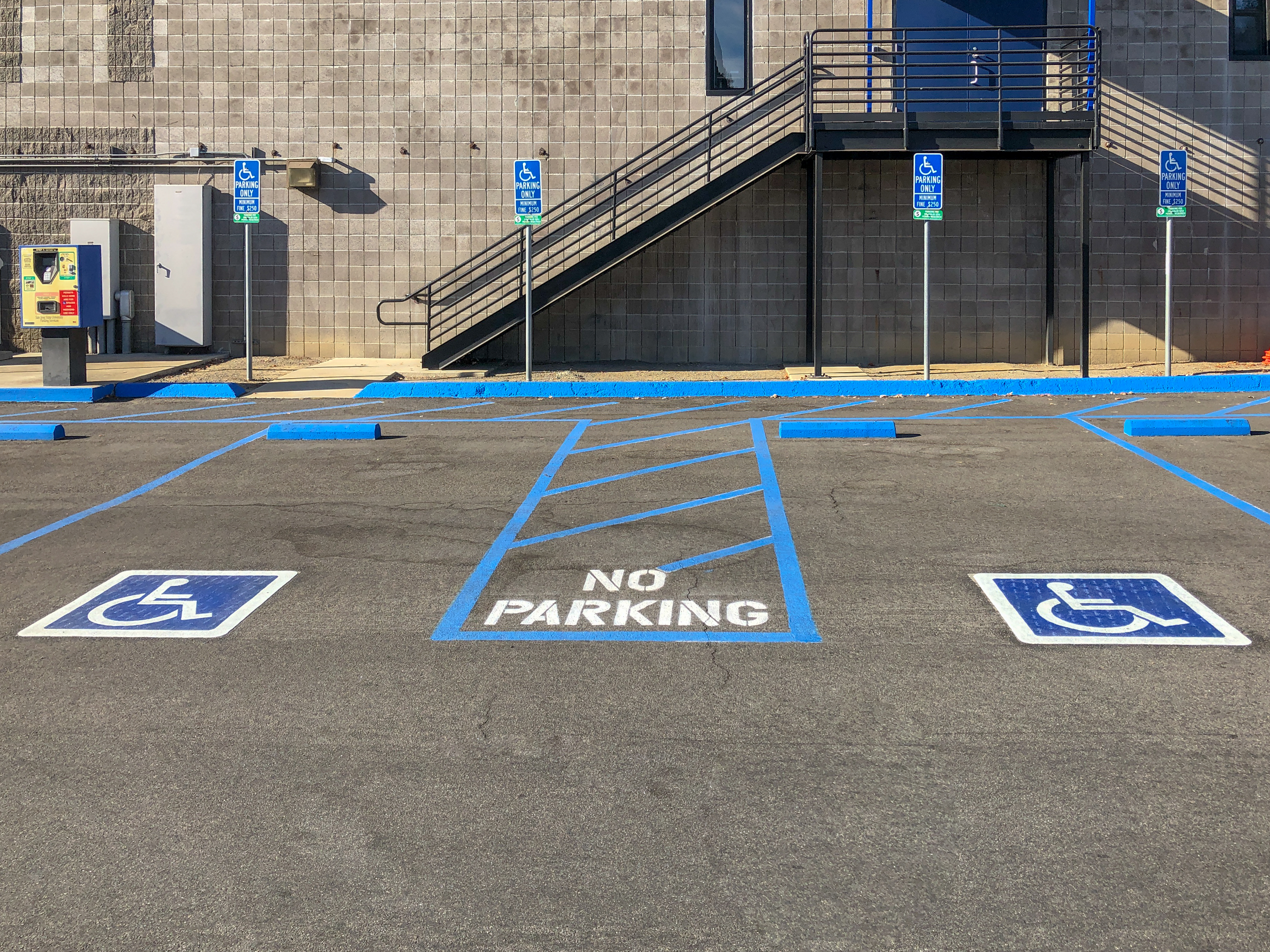
Toegankelijke parkeerplaatsen voor personen met een handicap op het parkeerterrein van de San Jose State University. Dit parkeerterrein biedt ruime parkeermogelijkheden en extra voorzieningen voor personen die afhankelijk zijn van medische hulpmiddelen.

Architectonische validisme verwijst naar de discriminatie of uitsluiting van mensen met beperkingen op basis van fysieke toegankelijkheid in de gebouwde omgeving. Het omvat fysieke barrières in gebouwen, openbare ruimtes, wegen en infrastructuur die het moeilijk maken of zelfs onmogelijk voor mensen met beperkingen om volledig deel te nemen aan de samenleving.
Gebouwen die niet zijn ontworpen met universele toegankelijkheid in gedachten, kunnen obstakels vormen voor mensen met mobiliteitsbeperkingen. Bijvoorbeeld, gebrek aan hellingen, liften, of brede deuropeningen kan de toegang tot openbare en private gebouwen beperken. Slecht ontworpen trottoirs, ontoegankelijke parkeerplaatsen en gebrek aan aangepaste sanitaire voorzieningen dragen bij aan de fysieke belemmeringen waarmee mensen met beperkingen worden geconfronteerd.
Architectonisch validisme heeft niet alleen betrekking op fysieke structuren, maar ook op verkeersborden en signaleringen. Als deze niet zijn ontworpen met inachtneming van verschillende behoeften, kunnen ze de mobiliteit van mensen met visuele of cognitieve beperkingen belemmeren.

### Stereotypering en stigmatisering
Stereotypering en stigmatisering spelen een rol in de culturele representatie van mensen met een handicap, wat een invloed heeft op hun perceptie en behandeling in de samenleving. Een inaccuraat beeld van handicaps in de media kan leiden tot versterking van heersende opvattingen over handicaps. Stereotypen kunnen schadelijke gevolgen hebben, zoals gevoelens van isolement, verminderd zelfvertrouwen, en kunnen bijdragen aan discriminatie en vooroordelen in de samenleving.
Een concreet voorbeeld hiervan is te zien bij dwerggroei, een zichtbare handicap die vaak wordt geassocieerd met verschillende vormen van entertainment, zoals folklore en laagdrempelige amusement. Door de geschiedenis heen en ook in hedendaagse media, zijn kleine mensen vaak een bron van populair vermaak geweest, niet zozeer vanwege hun vaardigheden, maar eerder vanwege hun opvallende uiterlijk, met name hun kleine gestalte.
Onderzoek, zoals dat van Klein (2019), toont aan dat bewustwording van de stigmatisering een bijdragen kan leveren aan een betere integratie van personen met een handicap. Daarnaast biedt werk op het gebied van humor en sociale psychologie, zoals dat van Green en Pinter (2018), inzichten die kunnen helpen bij het verminderen van stereotypen en het bevorderen van een objectievere perceptie.

#### Cultureel validisme
Cultuur bepaalt de mate waarin mensen met een beperking gestigmatiseerd worden. Er zijn culturen waar het uiterlijk van mensen belangrijk is en men liever niet erkent dat beperkingen bij het leven horen. In andere culturen worden bijvoorbeeld blinde mensen heel waardig behandeld, omdat men gelooft dat blindheid speciale gaven met zich meebrengt.

### Interactioneel validisme
In de dagelijkse omgang worden mensen met een beperking vaak verkeerd ingeschat of betutteld, of er wordt geen rekening met hen gehouden. Mensen spreken hen bijvoorbeeld kinderachtig of zeer langzaam toe, of communiceren alleen met degene die naast of achter een rolstoel loopt en niet met degene die er in zit. Veel mensen voelen en gedragen zich ongemakkelijk als ze iemand met een beperking ontmoeten en weten niet goed hoe zij met diegene om moeten gaan. Dit komt mogelijk ook doordat er maar zeer weinig mensen met handicap op tv zijn of in kranten of tijdschriften staan.
Een andere vorm van vervelende bejegening is het ontkennen van de beperking. Men doet dan alsof iemand met een beperking net zo is als alle anderen, terwijl een deel van iemands ervaring of identiteit daarbij ontkend wordt.
Ook komt het voor dat iemand met een handicap wordt behandeld als een uitzondering, omdat diegene 'gewoon meedoet aan de maatschappij'. Dit wordt ook wel inspiration porn genoemd, omdat hierbij de persoon achter de handicap volledig uitgevlakt wordt en het verhaal en bestaan van diegene enkel dient tot inspiratie van mensen zonder handicap.

### Verinnerlijkt / geïnternaliseerd validisme
Validisme zit zo diep in de samenleving verweven, dat de meeste mensen niet doorhebben hoezeer mensen met een beperking gediscrimineerd worden. Zij zien validisme simpelweg als de normale gang van zaken. Als gevolg hiervan internaliseren mensen met een beperking vaak deze negatieve oordelen over hun groep, waardoor zij gaan geloven dat zij minder waard zijn en tot minder in staat zijn dan mensen zonder beperking.

## Geschiedenis van validisme

### Nazi-Duitsland

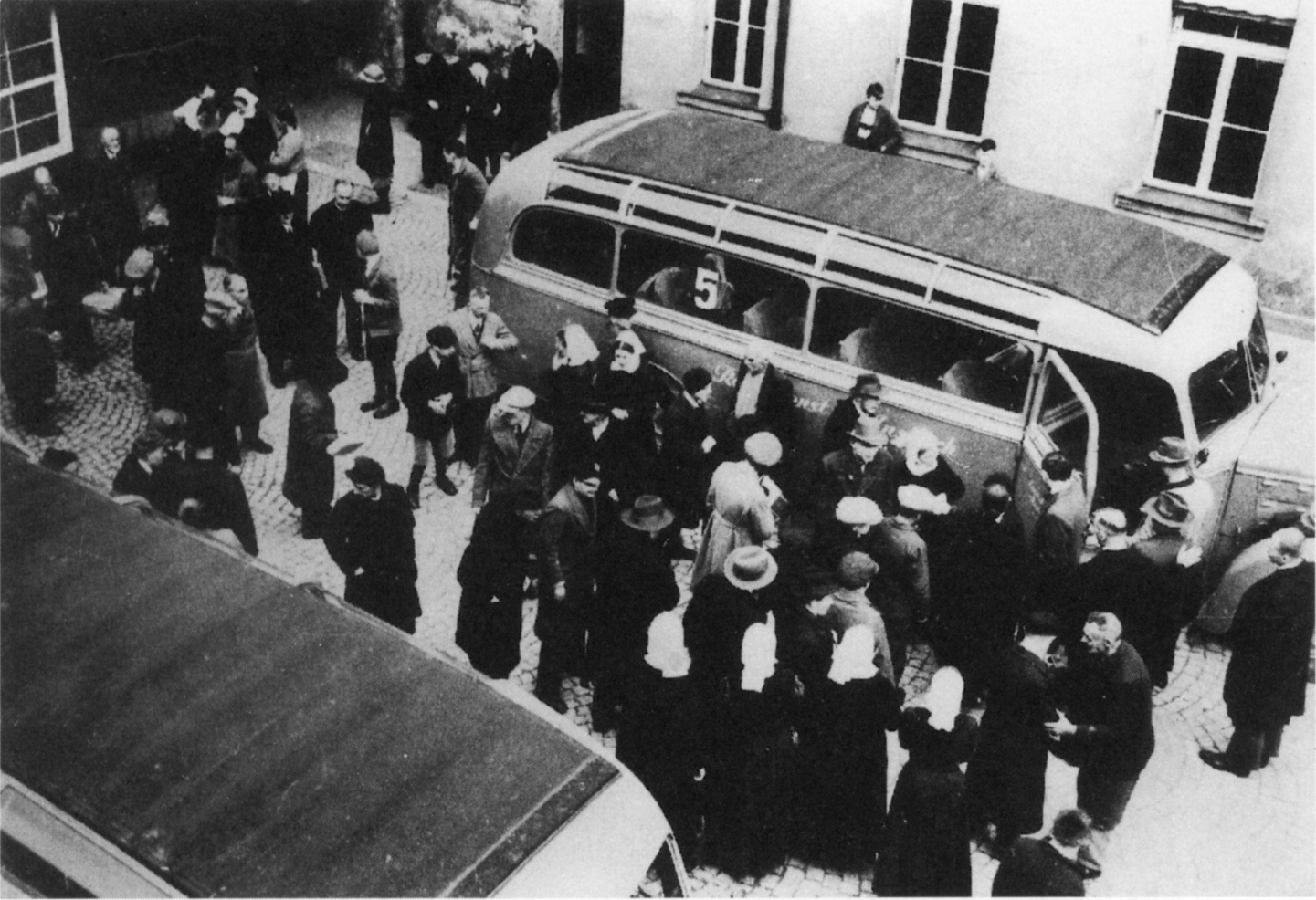
Overplaatsing van personen met een handicap in het kader van het euthanasieprogramma Aktion T4 vanuit de zorginstelling Schloß Bruckberg van de Diakonissenanstalt Neuendettelsau naar door de staat beheerde psychiatrische inrichtingen en zorginstellingen.

In juli 1933 voerde Hitler samen met de naziregering de wet ter voorkoming van nakomelingen met erfelijke ziekten (Duits: Gesetz zur Verhütung erbkranken Nachwuchses) uit. Deze wet implementeerde in wezen sterilisatiepraktijken voor alle mensen met wat werd beschouwd als erfelijke handicaps. Bijvoorbeeld, handicaps zoals geestesziekte, dwerggroei, blindheid en doofheid werden allemaal beschouwd als erfelijke ziekten; daarom werden mensen met deze handicaps gesteriliseerd. De wet creëerde ook propaganda tegen mensen met handicaps; mensen met handicaps werden afgebeeld als onbelangrijk voor de vooruitgang van het Arische ras.

#### Aktion T4 en de gevolgen ervan
In 1939 ondertekende Hitler het geheime euthanasieprogramma-decreet Aktion T4, dat de moord op geselecteerde patiënten met chronische neurologische en psychiatrische aandoeningen machtigde. Voor het euthanasieprogramma was de medewerking van veel Duitse artsen nodig, die de medische dossiers van patiënten in instellingen beoordeelden om te bepalen welke mensen met beperkingen gedood moesten worden. De artsen hielden ook toezicht op de daadwerkelijke moorden. De gedoemde patiënten werden overgebracht naar zes instellingen in Duitsland en Oostenrijk, waar ze werden gedood in speciaal gebouwde gaskamers. Zuigelingen en kleine kinderen met beperkingen werden ook gedood door injectie met een dodelijke dosis drugs of door uithongering. De lichamen van de slachtoffers werden verbrand in grote crematoria.
Dit programma doodde ongeveer 70.000 gehandicapte mensen voordat het officieel werd stopgezet door Hitler in 1941 onder druk van het publiek, en het werd onofficieel voortgezet buiten het zicht van het publiek, waarbij in totaal 250.000 of meer mensen werden gedood tegen het einde van Hitlers heerschappij in 1945.

## Internationaal juridisch kader en wetgeving
Het VN-verdrag inzake de rechten van personen met een handicap, vaak afgekort als VN-verdrag handicap (Engels: Convention on the Rights of Persons with Disabilities, CRPD), is een internationaal mensenrechtenverdrag van de Verenigde Naties. Het heeft als doel de rechten en waardigheid van personen met een beperking te waarborgen en te beschermen. Dit verdrag werd op 13 december 2006 aangenomen door de Algemene Vergadering van de Verenigde Naties en trad in werking op 3 mei 2008. Inmiddels hebben 186 overheden, landen of supranationale instanties het verdrag geratificeerd, waaronder de Europese Unie (23 december 2010), België (2 juli 2009) en Nederland (14 juni 2016).

## Nederland
In Nederland zijn verschillende organisaties actief in de gehandicaptenbeweging. Ze pleiten voor verbetering van de toepassing van het VN-verdrag inzake de rechten van personen met een handicap en gaan validisme tegen.
Koepelorganisatie Ieder(in) startte in 2014, als voortzetting van de CG-Raad (Chronisch zieken en Gehandicapten Raad) en Platform VG (Platform Verstandelijk Gehandicapten). Ieder(in) is lid van de Alliantie voor de implementatie van het VN-verdrag, dat samen met de rijksoverheid, gemeenten en ondernemers en werkgevers samenwerkt aan de implementatie van het VN-verdrag in Nederland. Wij Staan Op! werd opgericht in 2015 op initiatief van Pauline Gransier en Jiska Ogier. In 2019 is Feminists Against Ableism opgericht, in eerste instantie om de protestmars 'Women's March 2019' toegankelijk te maken voor gehandicapte deelnemers. FAA pleit voor toevoegen van validisme aan Artikel 1 uit de Grondwet en voor het ratificatie van het optionele protocol van het VN-verdrag Handicap.
In 2021 ontving het College voor de Rechten van de Mens een recordaantal klachten en vragen over discriminatie, het grootste deel daarvan over validisme.

### VN-Verdrag Handicap in Nederland
In mei 2012 werd het VN-Verdrag inzake de rechten van personen met een handicap geratificeerd. Het document stelt de onaanvaardbaarheid van discriminatie op basis van handicap vast, ook op het gebied van werkgelegenheid. Bovendien creëren de wijzigingen een juridische basis om de rechten van personen met een handicap aanzienlijk uit te breiden, ook in de administratieve procedure en in de rechtszaal. De wet legde specifieke verplichtingen vast die alle eigenaren van faciliteiten en dienstverleners moeten nakomen om gelijke omstandigheden te creëren voor mensen met een handicap, vergelijkbaar met anderen.

### Tekortkomingen in Nederland
Het VN-rapport, gebaseerd op de audit in Genève op 19 en 20 maart 2024, stelt dat Nederland tekortschiet in toegankelijkheid op het gebied van onderwijs, openbaar vervoer en de arbeidsmarkt, doordat er geen overkoepelende strategie is, wet- en regelgeving onvoldoende wordt geëvalueerd, grote gemeentelijke verschillen bestaan in voorzieningen en ondersteuning, en regulier onderwijs en de geestelijke gezondheidszorg ontoegankelijk blijven, wat leidt tot structurele ongelijkheden voor mensen met een beperking.

## België
België ratificeerde het Verdrag inzake de rechten van personen met een handicap (CRPD – Convention on the Rights of Persons with Disabilities) op 2 juli 2009.
Tegelijkertijd werd ook het Facultatief Protocol bij het verdrag geratificeerd, wat België verplicht om individuele klachtenprocedures te erkennen en onafhankelijke toezichtsmechanismen op de implementatie van het verdrag te waarborgen.

### Federale en regionale bevoegdheden
Door de federale staatsstructuur van België, waarbij bevoegdheden over personen met een handicap verdeeld zijn tussen de federale overheid, de gewesten en de gemeenschappen, verloopt de implementatie van het VN-Verdrag via verschillende beleidsniveaus. Op federaal niveau is de FOD Sociale Zekerheid verantwoordelijk voor de uitwerking van regelgeving met betrekking tot sociale bescherming, inkomensondersteuning en tewerkstelling van personen met een handicap. Op gewestelijk en gemeenschapsniveau hebben Vlaanderen, Wallonië, Brussel en de Duitstalige Gemeenschap eigen bevoegdheden met betrekking tot onderwijs, werkgelegenheid, mobiliteit en welzijnsbeleid.
Om de naleving van het verdrag te coördineren en opvolging te garanderen, werd een Interfederaal Actieplan Handicap (IAPH) opgesteld. Dit plan moet de samenwerking tussen de verschillende overheden bevorderen en bevat concrete maatregelen om de inclusie en rechten van personen met een handicap te verbeteren.

### Gevolgen van het VN-Verdrag in Vlaanderen
In Vlaanderen heeft de ratificatie van het VN-Verdrag geleid tot belangrijke beleidsmaatregelen, waaronder het M-decreet, dat in 2015 werd ingevoerd. Dit decreet had als doel om het onderwijs inclusiever te maken door leerlingen met een handicap of specifieke onderwijsbehoeften beter te ondersteunen binnen het reguliere onderwijs. Hoewel het M-decreet een belangrijke stap was naar inclusief onderwijs, kreeg het ook kritiek omdat leerkrachten en scholen onvoldoende middelen kregen om leerlingen met extra noden te ondersteunen. Dit leidde in 2023 tot de vervanging van het M-decreet door het Leersteundecreet, dat meer ondersteuning biedt aan scholen en leerlingen met specifieke behoeften.

### Toezicht en monitoring
Om de implementatie van het verdrag op te volgen en te bewaken, werd Unia, het Interfederaal Gelijkekansencentrum, aangeduid als onafhankelijk mechanisme voor de monitoring van het VN-Verdrag in België. Unia publiceert regelmatig rapporten en aanbevelingen over de toepassing van het verdrag en signaleert knelpunten in de Belgische wetgeving en praktijk.
Daarnaast is België verplicht om periodiek een nationaal rapport in te dienen bij het VN-Comité voor de Rechten van Personen met een Handicap, waarin de voortgang en uitdagingen in de uitvoering van het verdrag worden besproken. In 2023 uitte het VN-Comité kritiek op het trage tempo van bepaalde hervormingen en riep het België op om verdere inspanningen te leveren op het gebied van werkgelegenheid, toegankelijkheid en onafhankelijke levenskeuzes voor personen met een handicap.

### Uitdagingen en toekomstige stappen
Ondanks vooruitgang op verschillende terreinen, zijn er nog steeds uitdagingen bij de implementatie van het VN-Verdrag in België. Enkele belangrijke knelpunten zijn:
Werkgelegenheid: De tewerkstellingsgraad van personen met een handicap blijft lager dan die van de algemene bevolking, en er is nog steeds sprake van discriminatie op de arbeidsmarkt.
Toegankelijkheid: Openbare gebouwen, openbaar vervoer en digitale diensten zijn nog niet overal toegankelijk voor personen met een handicap, ondanks wettelijke verplichtingen.
Zelfstandig wonen: De VN heeft kritiek geuit op de afhankelijkheid van instellingen en woonzorgcentra, en pleit voor een sterker beleid rond zelfstandig wonen met de juiste ondersteuning.
De Belgische overheid heeft aangegeven verdere inspanningen te leveren om deze knelpunten aan te pakken, mede in het licht van de Europese Toegankelijkheidswet (EAA), die vanaf 2025 strengere toegankelijkheidseisen oplegt voor producten en diensten in de EU.

### Conclusie
De ratificatie van het VN-Verdrag inzake de rechten van personen met een handicap heeft in België geleid tot belangrijke hervormingen op federaal en regionaal niveau, met initiatieven zoals het M-decreet en het Interfederaal Actieplan Handicap. Toch blijven er uitdagingen bestaan, vooral op het gebied van werkgelegenheid, toegankelijkheid en zelfstandig wonen. België blijft onder toezicht van de VN en moet in de komende jaren verdere stappen zetten om volledig te voldoen aan de bepalingen van het verdrag.

## Europese Unie
De Europese Toegankelijkheidswet (EAA – European Accessibility Act) is een wetgevend kader van de Europese Unie dat als doel heeft om de toegankelijkheid van producten en diensten binnen de EU te verbeteren voor personen met een handicap. De wet werd goedgekeurd door het Europees Parlement in april 2019 en treedt volledig in werking op 28 juni 2025.
De EAA verplicht EU-lidstaten, waaronder België en Nederland, om hun nationale wetgeving aan te passen en ervoor te zorgen dat bepaalde producten en diensten toegankelijk worden gemaakt voor personen met een handicap.

#### Toepassing EEA
De EAA is van toepassing op producten en diensten die cruciaal zijn voor participatie in de samenleving en de economie. Deze omvatten onder meer:
Producten die toegankelijk moeten zijn:
- Computers, laptops en smartphones
- Betaalautomaten, statiegeldautomaten, pinautomaten en ticketautomaten
- E-boeken en leesapparaten
- Televisieapparaten met digitale toegangsservices

Diensten die toegankelijk moeten zijn:
- Elektronische communicatiediensten (zoals mobiele netwerken en internetproviders)
- E-commerceplatforms en webshops
- Bankdiensten, zoals internetbankieren en geldautomaten
- Personenvervoersdiensten (zoals trein-, bus- en luchtvaartmaatschappijen)
- Audiovisuele mediadiensten (zoals streamingplatforms)

Bedrijven en overheden worden verplicht om ervoor te zorgen dat deze producten en diensten toegankelijk worden, door bijvoorbeeld schermlezers, spraakgestuurde functies en eenvoudige navigatieopties aan te bieden.

## Overige landen

### Verenigd Koninkrijk
In het VK werd discriminatie op basis van handicap onwettig als gevolg van de Disability Discrimination Act 1995 en de Disability Discrimination Act 2005. Deze werden later opgevolgd, met behoud van het materiële recht, door de Equality Act 2010. De Equality Act 2010 bracht bescherming samen tegen meerdere vormen van discriminerend gedrag (handicap, ras, religie en overtuiging, geslacht, seksuele geaardheid, genderidentiteit, leeftijd en zwangerschap (de zogenaamde "beschermde kenmerken").
Onder de Equality Act van 2010 zijn er verboden tegen verschillende vormen van discriminatie, waaronder directe discriminatie (art. 13), indirecte discriminatie (art. 6, art. 19), hara ssment (art. 26), victimisatie (art. 27), discriminatie als gevolg van handicap (art. 15) en het nalaten redelijke aanpassingen te doen (art. 20).
Deel 2, Hoofdstuk 1, Sectie 6, van de Equality Act 2010 bepaalt dat "Een persoon (P) een handicap heeft als (a) P een fysieke of mentale beperking heeft, en (b) de beperking een aanzienlijk en langdurig nadelig effect heeft op het vermogen van P om normale dagelijkse activiteiten uit te voeren."

### Verenigde Staten

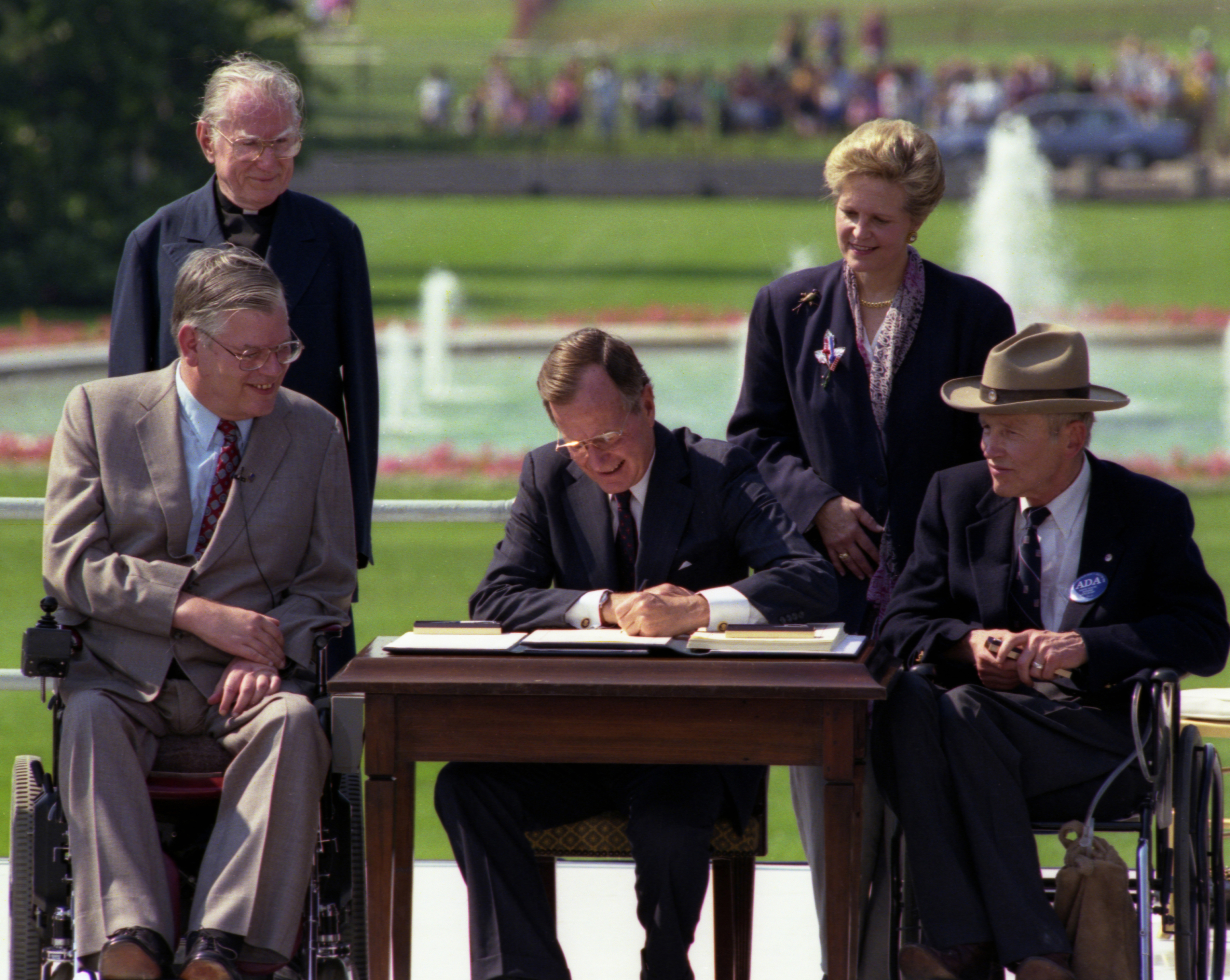
President George H.W. Bush ondertekent de Americans with Disabilities Act (ADA) van 1990, een wetgeving die discriminatie op basis van een handicap verbiedt en gelijke toegang waarborgt op het gebied van werkgelegenheid, openbare voorzieningen, transport en communicatie.

Net als veel minderheidsgroepen werden gehandicapte Amerikanen gedurende het grootste deel van de Amerikaanse geschiedenis vaak gesegregeerd en werden hen bepaalde rechten ontzegd. In de jaren 1800 vond er een verschuiving plaats van een religieus perspectief naar een meer wetenschappelijk perspectief, wat leidde tot meer onderzoek naar individuen met handicaps.
Het publieke stigma begon te veranderen na de Tweede Wereldoorlog, toen veel Amerikanen met handicaps terugkeerden. In de jaren 1960, na de burgerrechtenbeweging in Amerika, begon de beweging voor gehandicaptenrechten. Het doel van de beweging was om alle individuen met handicaps gelijke rechten en kansen te geven. Tot de jaren 1970 was ableïsme in de Verenigde Staten vaak in de wet gecodificeerd. Zo verboden zogenaamde "lelijke wetten" in veel rechtsgebieden mensen om in het openbaar te verschijnen als ze ziektes of verminkingen hadden die als onaantrekkelijk werden beschouwd.
In de decennia voorafgaand aan de invoering van de Americans with Disabilities Act (ADA) werd de roep om gelijke rechten voor personen met een handicap steeds luider. Activisten en belangenorganisaties, zoals de American Coalition of Citizens with Disabilities en Disabled in Action, speelden een cruciale rol bij het onder de aandacht brengen van de structurele discriminatie waarmee mensen met een beperking te maken hadden. In de jaren 1970 en 1980 werd er gestreden voor wetten die toegankelijkheid en gelijke rechten garandeerden, zoals de Rehabilitation Act of 1973, die discriminatie door federale instanties verbood, en de Education for All Handicapped Children Act van 1975, die het recht op onderwijs voor kinderen met een handicap waarborgde. 
Ondanks deze vooruitgang bleven er talloze obstakels bestaan op het gebied van werkgelegenheid, openbaar vervoer en openbare infrastructuur. Veel gebouwen waren ontoegankelijk, bedrijven waren niet verplicht om redelijke aanpassingen te maken, en werkloosheid onder mensen met een handicap bleef extreem hoog. De ADA werd uiteindelijk het resultaat van jarenlang activisme, inclusief sit-ins, demonstraties en juridische strijd, met als hoogtepunt de beroemde Capitol Crawl van 1990, waarbij activisten met een handicap symbolisch de trappen van het Capitool in Washington D.C. beklommen om te laten zien hoe ontoegankelijk de samenleving nog steeds was. Met de ondertekening van de ADA werd een mijlpaal bereikt in de strijd voor gelijke rechten, waardoor bedrijven, overheden en openbare instellingen verplicht werden om hun faciliteiten toegankelijk te maken en discriminatie tegen mensen met een handicap expliciet verboden werd.

### Frankrijk
In Frankrijk definieert het manifest van het Collectif Lutte et Handicaps pour l'Égalité et l'Émancipation (CLHEE) het validisme als volgt:
"Validisme kenmerkt zich door de overtuiging van valide personen dat hun gebrek aan handicap en/of goede gezondheid hen een meer bevoorrechte en zelfs superieure positie verleent ten opzichte van personen met een handicap."
De vereniging Handi-social, opgericht door Odile Maurin in 2001 in Toulouse, gebruikt de term validisme om het systeem van normen en waarden aan te duiden dat de samenleving organiseert rond de niet gehandicapte persoon, met name onder impuls van Elisa Rojas van het CLHEE. De term wordt gebruikt om een reeks discriminaties te benoemen en aan de kaak te stellen, waarbij wordt aangetoond dat de gehandicapte persoon marginaliseerd is en uitgesloten van de openbare ruimte, met nadruk op overheersing en sociale segregatie van lichamen (zie Biopolitiek).

## Oorzaak van validisme
Validisme, oftewel discriminatie en systematische uitsluiting van personen met een beperking, kent diverse oorzaken die diepgeworteld zijn in de geschiedenis, cultuur, psychologie en maatschappelijke structuren. Het kan evolutionaire, psychologische, ideologische en linguïstische oorzaken hebben.

### Existentiële oorzaken
Angst voor ziekte of besmetting, ook wel bekend als de behavioral immune system theory, stelt dat mensen instinctief afwijzend kunnen reageren op lichamelijke kenmerken die geassocieerd worden met zwakte of kwetsbaarheid. Dit overlevingsmechanisme kan onbewust bijdragen aan negatieve houdingen tegenover mensen met zichtbare beperkingen. Daarnaast speelt de existentiële angst voor sterfelijkheid een rol; sommige onderzoekers stellen dat de confrontatie met een handicap mensen herinnert aan hun eigen kwetsbaarheid en sterfelijkheid, wat gevoelens van ongemak of afwijzing kan oproepen.

### Geloofssystemen en ideologieën
Historisch gezien hebben verschillende filosofische en ideologische stromingen bijgedragen aan validistische denkbeelden. In het sociaal darwinisme, dat populair was in de 19e en vroege 20e eeuw, werd gesteld dat alleen de 'sterksten' overleven en bijdragen aan de vooruitgang van de samenleving. Dit idee heeft geleid tot eugenetische programma's en institutionele uitsluiting van mensen met een beperking.
Daarnaast wordt in meritocratische samenlevingen vaak de overtuiging gehanteerd dat succes uitsluitend het gevolg is van persoonlijke inspanning en vaardigheden. Dit kan ertoe leiden dat personen met een handicap als minderwaardig worden beschouwd of als mensen die ‘niet genoeg hun best doen’ om zich aan te passen.
Religieuze overtuigingen hebben ook een rol gespeeld in de perceptie van handicap. In sommige culturen en religieuze tradities werd een beperking beschouwd als een straf van een hogere macht of als een test van spirituele kracht. Tegelijkertijd kunnen religies echter ook een bron van steun en pleitbezorging voor rechten van mensen met een beperking zijn.

### Taal en framing van handicap
De manier waarop taal wordt gebruikt, beïnvloedt de manier waarop mensen denken over handicap. Uitdrukkingen zoals "lijden aan een handicap" of "vastzitten in een rolstoel" impliceren dat een beperking per definitie iets negatiefs is, in plaats van een neutrale of zelfs verrijkende menselijke ervaring. In sommige talen en culturen wordt validisme versterkt door een gebrek aan inclusieve terminologie of door het gebruik van eufemismen die de realiteit van handicap verhullen.

### Onbewuste vooroordelen en systematische uitsluiting
Validisme is vaak het resultaat van impliciete of onbewuste vooroordelen (implicit bias). Veel mensen internaliseren stereotype beelden over wat het betekent om een beperking te hebben, zonder zich daar bewust van te zijn. Dit kan ertoe leiden dat mensen met een handicap systematisch worden buitengesloten van onderwijs, werkgelegenheid en sociale activiteiten.
Daarnaast worden validistische structuren versterkt door ontoegankelijke infrastructuren, wetgeving die mensen met een handicap niet voldoende beschermt, en economische systemen die mensen met een beperking disproportioneel benadelen. Zo worden in veel landen mensen met een handicap geconfronteerd met lagere lonen, een hogere werkloosheid en onvoldoende toegang tot gezondheidszorg.

## Maatschappelijke reactie

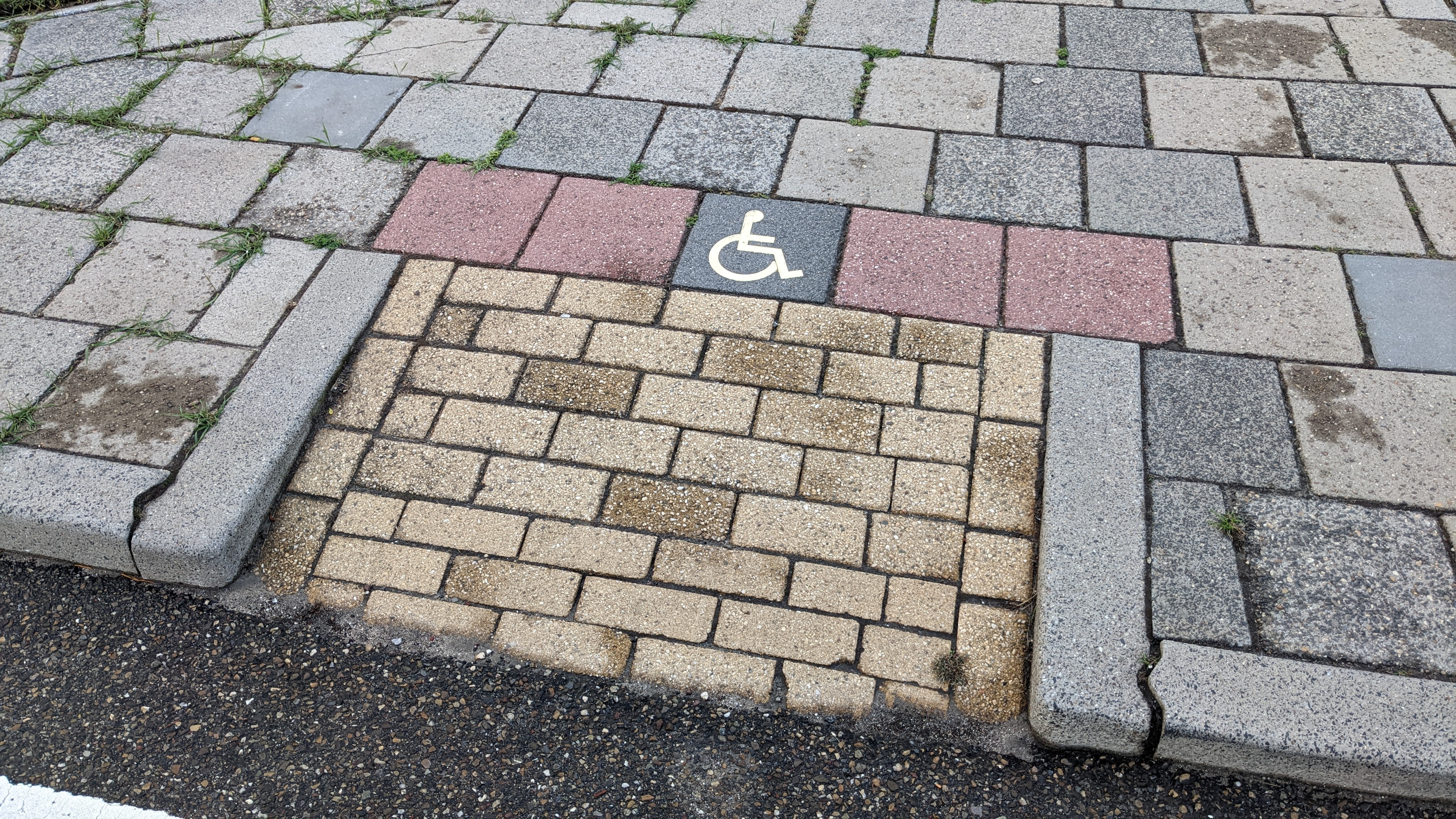
Rolstoeltoegankelijke openbare stoep aan de Waddenweg in het dorp Berkel en Rodenrijs, gelegen in de gemeente Lansingerland, Zuid-Holland.

Een validistische samenleving beschouwt mensen met een beperking als afwijkend en structureert de sociale en fysieke omgeving op basis van de impliciete aanname dat iedereen dezelfde fysieke capaciteiten heeft. Dit resulteert in een inrichting van openbaar vervoer, openbare gebouwen, de openbare ruimte en uitgaansgelegenheden die niet altijd geschikt is voor mensen met een beperking. Drempels, smalle doorgangen, ontoegankelijke vervoersmiddelen en een gebrek aan aangepaste faciliteiten kunnen de participatie van mensen met een handicap ernstig belemmeren.
Tegenover een validistische samenleving staat een inclusieve samenleving. Het begrip 'inclusief' is het tegengestelde van 'exclusief' en verwijst naar een samenleving waarin niemand wordt buitengesloten. In een inclusieve samenleving worden mensen met een beperking niet genegeerd, maar kunnen en mogen zij zichzelf zijn zonder belemmeringen. Dit betekent niet alleen dat fysieke drempels, zoals hoge stoepranden en ontoegankelijke gebouwen, worden weggenomen, maar ook dat er een mentaliteitsverandering plaatsvindt.
Toegankelijkheid houdt in dat de samenleving zich actief inspant om gelijke kansen en toegang te bieden aan iedereen, ongeacht fysieke of cognitieve beperkingen. Dit vraagt om aanpassingen in wetgeving, beleid en infrastructuur, evenals een bredere bewustwording over de noodzaak van toegankelijkheid. Door initiatieven zoals rolstoelvriendelijke trottoirs op plekken zoals de Waddenweg in Berkel en Rodenrijs (afbeelding) wordt een stap gezet richting een toegankelijkere openbare ruimte, maar structurele verbeteringen blijven nodig om een toegankelijke samenleving te realiseren.